# پایگاه آب‌نشین اکسکرشن اینلت
پایگاه آب‌نشین اکسکرشن اینلت (به انگلیسی: Excursion Inlet Seaplane Base) یک فرودگاه همگانی بهره‌برداری هوایی با کد یاتا EXI است که یک باند فرود آب دارد و طول باند آن ۳۰۵ متر است. این فرودگاه در کشور ایالات متحده آمریکا قرار دارد و در ارتفاع ۰ متری از سطح دریا واقع شده‌است.